# Становляновка
Становля́новка — деревня Берёзовского сельского поселения Тербунского района Липецкой области.

## География
Расположена на 506 км железнодорожной линии Елец — Касторная у станции Ударник и в 1,2 км западнее шоссе Тербуны — Волово.

## История
Основана в начале XX века предположительно выходцами из села Становое вследствие чего и получила своё название.

## Население
| 2010 |
| ---- |
| 30   |